# Sottrupskov
Sottrupskov er en landsby i Sønderjylland med ca. 100 indbyggere. Det tidligere fiskerleje ligger malerisk på jyllandssiden ved Alssund, 2 kilometer fra Øster Sottrup og 11 kilometer nordvest for Sønderborg. Landsbyen ligger i Sønderborg Kommune og tilhører Region Syddanmark. 
Mange af de gamle stråtækte huse er bevaret i den originale stil. Ved P-pladsen, hvor vejen ender ved Alssund, er der en lille bådehavn og badestrand. Før i tiden levede beboerne overvejende af fiskeri. I nutiden arbejder de fleste i Sønderborg og omegn. Den gamle landsbykro Sottrupskov Kro fra 1873 blev i foråret 2015 nedrevet. Der er planer om nybyggeri senere.

## Historie
Formodentlig har det ældste Kost eller Sottrupskov været beboet af jordbrugere fra omkring 1650, og fra omkring jordudskiftningen omkring 1746 og den følgende overgang fra fæste til selveje. Før den tid har området sandsynligvis været skov, udmark, fælled eller overdrev til fælles brug med kvæg og får, bevogtet af en hyrde.
Sottrupskovs første indbyggere var fiskere, kådnere og indsiddere (dvs. folk uden jord eller lejere) med håndværk som et sideordnet eller underordnet erhverv, samt daglejere, der i så- og høsttiden til dels arbejdede på egnens gårde, til dels med skov og teglværksarbejde, eller med at ro folk frem og tilbage over Alssund.
Sottrupskov teglværk blev formodentlig bygget omkring 1760 og producerede mursten og drænrør til bygmestre og landmænd på Sundeved og omegn. 
I 1805 nævnes det, at der i Sottrupskov bor 5 indsiddere og kådnere, der skal betale "forbedelsespenge" til Grevskabet Reventlow, det vil sige at de skulle betale en afgift for at bo i deres huse, eller yde visse tjenester efter aftale. 
Slaget om Als: Den 29. juni 1864 kl. 2 om morgenen satte 2.500 preussiske soldater med 600 både i første angrebsbølge over Alssund ved Sottrupskov til Arnkil. De danske styrker på Kær halvøen tog straks kampen op, men forsvaret af Als var for svagt og for dårligt organiseret. Panserbatteriet Rolf Krake der lå for anker i Augustenborg Fjord, dukkede efter en lille times kamp op og kunne for en stund stoppe overførslen af de preussiske tropper. Men da var der allerede omkring 5.000 preussiske soldater på Als, og de danske styrker var trængt. Kl. 5.30 opgav danskerne forsvaret af øen og trak sig under stadig kamp tilbage til halvøen Kegnæs. Herfra udskibedes tropperne i løbet af de næste dage, og den 1. juli forlod den sidste danske soldat Als. Den danske hærs tab (døde, sårede og fangne) i forbindelse med kampen om Als blev på i alt 3.148 mand, mens de tilsvarende preussiske tab beløb sig til 372. 
Under stationeringen af de tyske tropper, før deres overgang til Als fra Sottrupskov – Sandbjerg Gods, blev der ved det daværende teglværk i Sottrupskov opstillet kanoner og en udkigspost, og i teglværkets lader skjultes pontoner og pramme.
Ved preussernes overgang til Als den 29. juni 1864 sank en båd fra 4. Brandenburgisches Infanterie Regiement med 24 mand ud for Sottrupskov. Ved P-pladsen er der et gravsted for de fem druknede soldater: Hermann Heuer, Friedrich Freese, Friedrich Mützlich, Emil Glander og Hermann Protz. Deres navne er også anført på regimentets mindesten på Nybøl Kirkegård.
1864 beskæftigede teglværket 6 mand om sommeren foruden et skiftende antal kvinder og børn. 
1886 byggede de nye ejere et nyt teglværk nord for det gamle. De fleste af arbejderne kom fra Sottrup Sogn, men der kom også sæsonarbejdere fra Ærø, Polen og Detmold. 1919 blev teglværket nedlagt. 
I 1928 købte tømrermester Arthur Feil teglværksarealet, hvorefter han indrettede et hønseri med 5-600 høns.
Før dampskibenes tid var der fra Sottrupskov færgeforbindelse over Alssund til Arnkil på Als. 
I 1860erne sejlede en 10 tons yacht med gaffelsejl fragt og personer til Sønderborg. Fra 1873 var der regelmæssig dampskibstrafik fra Sønderborg til Aabenraa. Indtil 1885 lagde dampskibene til ved den gamle teglværksbro, men i 1885 blev der bygget en anlægsbro med tilhørende pakhus. 1888 byggede kromanden en anlægsbro til mindre fartøjer lidt længere sydpå. 
I 1913 byggedes der et større pakhus med rampe. Broen blev senere solgt til fiskerne i Sottrupskov, som ejede den indtil 1919, da isen totalt ødelagde broen.
1930 blev der ved den nuværende parkeringsplads bygget et lille hjælpefyr, bortset fra en mindre ændring i 1980 fremstår det i sin oprindelige form.
1936 sejlede damperen Sønderborg-Sottrupskov-Aabenraa kun to ture om ugen, og 1942 blev anløbsbroen ødelagt af is, og færgetrafikken til Sottrupskov ophørte.
I april 2008 har Nydambådens Laug færdigindrettet værftshallen, "Nydamværftet" i Sottrupskov. Fra 2008 til 2013 blev der bygget en fuldskalakopi af Nydambåden, der blev fundet i Nydam Mose, ca. 2 km vest for Sottrupskov.
2013 blev Nydam  Tveir søsat, og samme år byggede Nydambådens Laug en 25 m lang, 5 - 6 m bred og 5 m høj naust (bådehus) til vinteropbevaring af Nydambåden ved Alssund i Sottrupskov. Der er anlagt en intern tilkørselsvej og parkeringsplads. Der er endvidere anlagt en ca. 100 meter lang fortøjnings- og liggebro til NYDAM TVEIR. Her ligger båden i sommerhalvåret, når den ikke er  på togt eller gæstevisit andre steder.
I foråret 2015 blev Sottrupskov Kro nedrevet. Ejerne har renoveret badebroen, som der er adgang til på eget ansvar. 
- Sottrupskov med Arnkil i baggrunden
- Sottrupskov
- Sottrupskov
- NYDAM TVEIR på Nydamværftet
- NYDAM TVEIR
- Nydam Tveirs bro
- Sottrupskov Kro (1873-2015)

## Turisme
Sottrupskov ligger ved Als Sund med udsigt til store dele af det vestlige Als. Mange af de idylliske fiskerhuse er restaureret. Kroen er midlertidig lukket. Om sommeren lægger mange danske og udenlandske lystsejlere til ved anløbsbroen, som ejes af kroen. Fra  parkeringspladsen er der vandrestier gennem skovene i nordlig og sydlig retning. Mod syd til Sandbjerg og mod nord til en god badestrand med badebro. 
Syd for Sottrupskov forløber Nydamstien parallelt med Als Sund gennem Sottrup Storskov til Sandbjerg Gods. Det var herfra, at hovedparten af den preussiske landgangsstyrke gik over til Als. Det er stadig muligt at finde rester af ramper, hvor preussernes robåde blev sat i vandet samt udgravninger til preussiske kanonstillinger. Stien går videre over Sandbjerg til Nydam Mose, hvor Nydambåden blev fundet i 1863.